# Черненко Юрій Васильович
Ю́рій Васи́льович Черне́нко — молодший сержант Збройних Сил України, учасник російсько-української війни, що загинув у ході російського вторгнення в Україну в 2022 році.

## Життєпис
Юрій Черненко народився 23 квітня 1979 року в селищі Кринички Криничанського району Дніпропетровської області. Проживав у с. Дідове (з 2020 року — Дмитрівського старостинського округу Вільногірської міської ради Кам'янського району). Він був учасником АТО на сході України. З початком повномасштабного російського вторгнення в Україну Кам'янського РТЦК та СП Дніпропетровської області був призваний на військову службу за мобілізацією. Служив гранатометником механізованого батальйону однієї з військових частин ЗСУ. Загинув 19 квітня 2022 року. Чин прощання відбувся 25 квітня 2022 року в селі Дідове Дмитрівського старостинського округу Вільногірської міської ради Кам'янського району на Дніпропетровщині. Похований на цвинтарі у селі Дідове.

## Родина
У загиблого залишилися дружина та шестеро дітей.

## Нагороди
- Орден «За мужність» III ступеня (2022, посмертно) — за особисту мужність і самовіддані дії, виявлені у захисті державного суверенітету та територіальної цілісності України, вірність військовій присязі[4].